# Bernkastel-Kues
Bernkastel-Kues (do 16 lipca 1936 Bernkastel-Cues) – miasto w Niemczech, w kraju związkowym Nadrenia-Palatynat, nad środkową Mozelą, w powiecie Bernkastel-Wittlich, siedziba gminy związkowej Bernkastel-Kues.
W Kues urodził się Mikołaj z Kuzy, zwany „Kuzańczykiem” – średniowieczny filozof, teolog, matematyk, dyplomata i kardynał.

## Położenie geograficzne
Bernkastel-Kues leży w dolinie Mozeli, około 50 km na wschód od Trewiru.

## Herb miasta
Współczesny herb miasta obowiązuje od 1951. Jego tarcza podzielona jest na cztery pola. W polach 1 i 4 znajduje się srebrny klucz na czarnym tle z zębami skierowanymi w lewo, w polu 2 kroczący czarny niedźwiedź a w polu 3 czerwony rak w pozycji pionowej. Klucze, jako atrybut, symbolizują św. Piotra, patrona biskupiego miasta Trewir; niedźwiedź to zwierzę heraldyczne miasta Bernkastel, a rak pochodzi z herbu  bpa Mikołaja z Kuzy. Dawniej w herbie znajdował się czerwony krzyż arcybiskupstwa Trewiru.

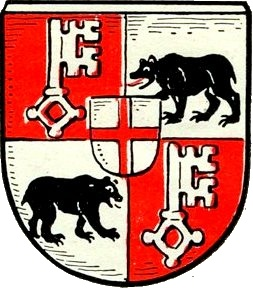
Dawny herb miasta
Herb Mikołaja z Kuzy
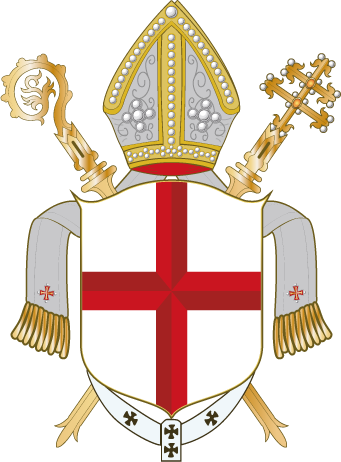
Arcybiskupstwo Trewiru

## Historia
Na podstawie wykopalisk archeologicznych potwierdzono zasiedlenie tego terenu na około 3000 lat p.n.e. Po Celtach osiedlili się tutaj Rzymianie i panowali do 400 r. Następnie tereny zostały przejęte przez Merowingów. Miasto rozwijało się i na podstawie Złotej Bulli Karola IV z 1356 r. arcybiskup Boemund II z Saarbrücken został elektorem Rzeszy. Od XIII w. w okolicy uprawiano winorośl, produkując wino. W 1627 r. zaraza spustoszyła Bernkastel, a w 1641 r. Kues. W 1692 r. - w wyniku pożaru - zamek Landshut popadł w ruinę. Po kongresie wiedeńskim, w 1815 r. miasto przypadło Królestwu Prus. Podczas wiosny ludów z 1848 r. na ratuszu zawisła czarno-czerwono-złota flaga i stworzono straż miejską. Pomiędzy lipcem i listopadem 1857 r. miasto nawiedziło siedem pożarów, niszcząc je w dużym stopniu. Pierwszy most drogowy między Bernkastel i Kues zbudowano w latach 1872-1874, a połączenie kolejowe w latach 1882-1883. W 1886 r. otwarto prywatną elektrownię wodną, którą w 1904 r. przejęło miasto. W 1897 r. Kues otrzymało kanalizację, a Bernkastel w 1903 r. Miasto w dzisiejszej postaci utworzono 1 kwietnia 1905 z połączenia miasta Bernkastel z leżącą na lewym brzegu Mozeli wsią Kues. Po I wojnie światowej po pięciomiesięcznej okupacji przez wojska amerykańskie, kontrolę nad miastem od maja 1919 r. do połowy 1930 r. przejęły wojska francuskie. 5 października 1931 po raz pierwszy miasto świętowało Targi wina, od 1950 r. zwane Świętem wina Środkowej Mozeli (Weinfest der Mittelmosel). Podczas II wojny światowej w wyniku bomardowań i ostrzału artyleryjskiego miasto doznało dużych zniszczeń i zginęło wielu mieszkańców. 1975 r. otwarto dwa pierwsze ośrodki rehabilitacyjne: „Bernkastel” i „Kues”. W 1991 r. uroczyście obchodzono 700-lecie miasta.

## Turystyka
Przez miasto przebiega trasa turystyczna Moselsteig otwarta w 2014 r. o długości 365 km, łącząca Perl przez Trewir, Traben-Trarbach, Zell (Mosel), Cochem z Koblencją. Z trasą w okolicy miasta połączone są cztery drogi okrężne o długości od 9 do 20 km.
Wzdłuż brzegów Mozeli przez miasto wiedzie trasa rowerowa Moselradweg o długości 248 km, wytyczona od Perl do Koblencji.

## Galeria

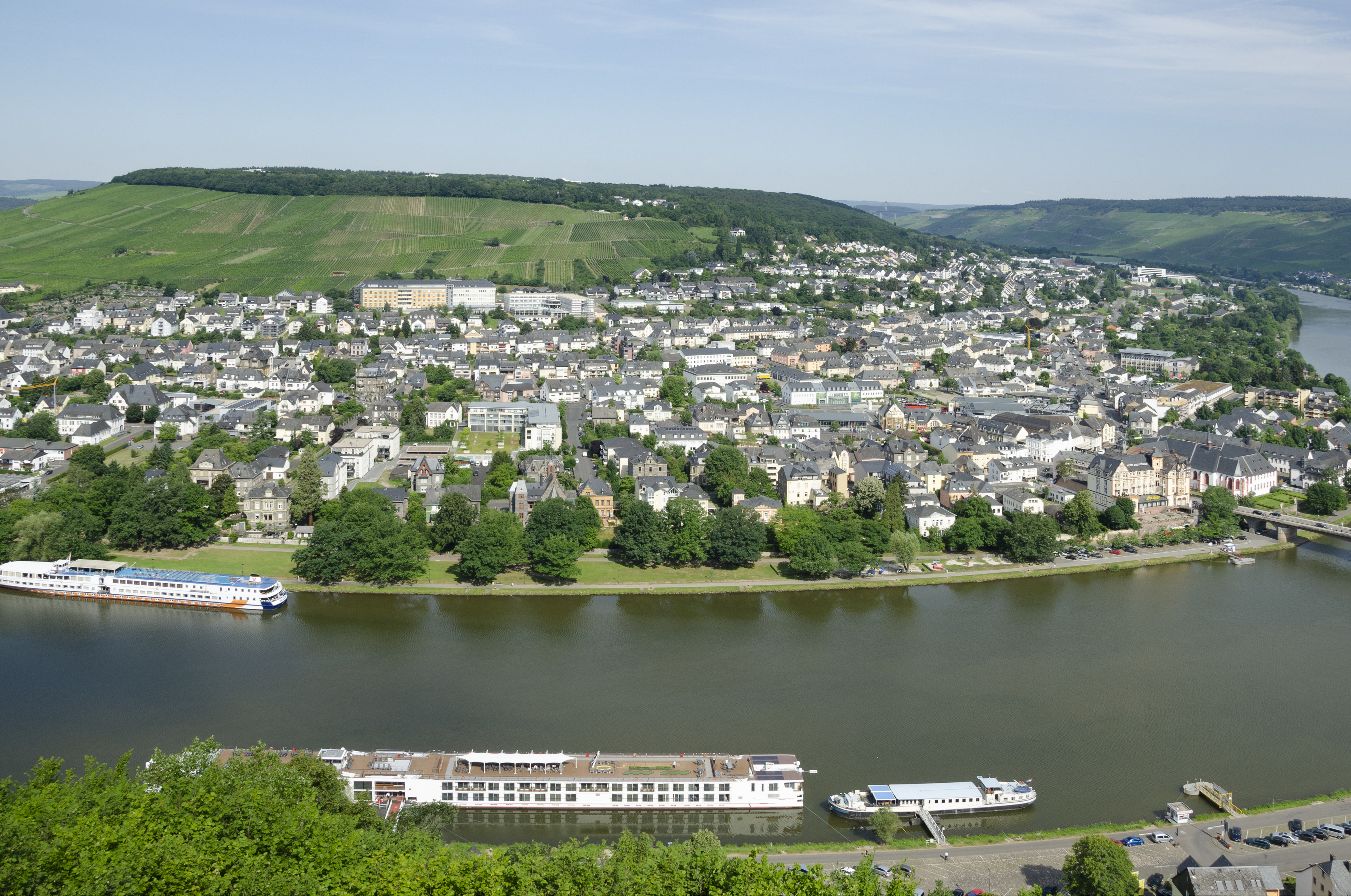
Kues
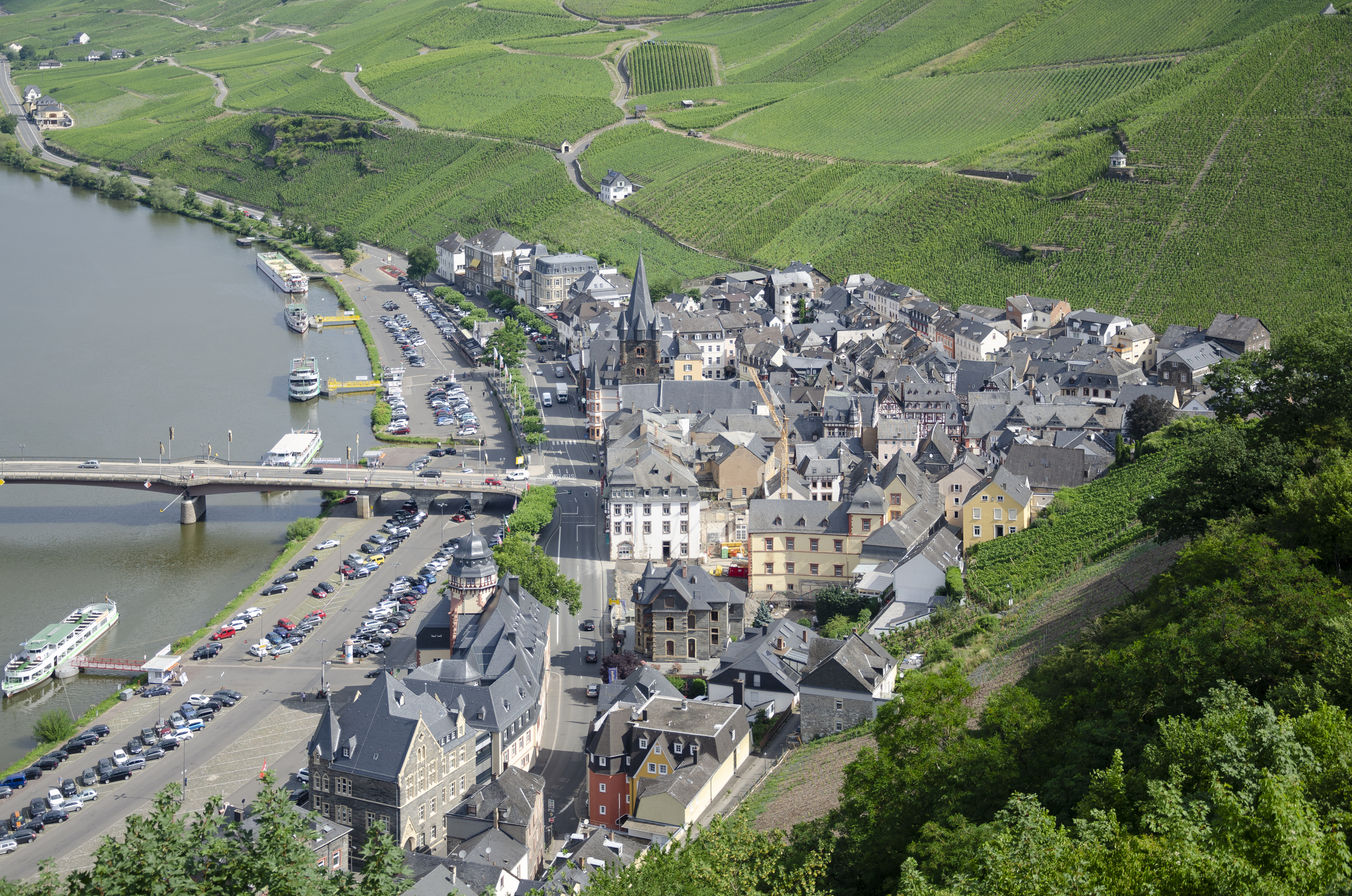
Bernkastel
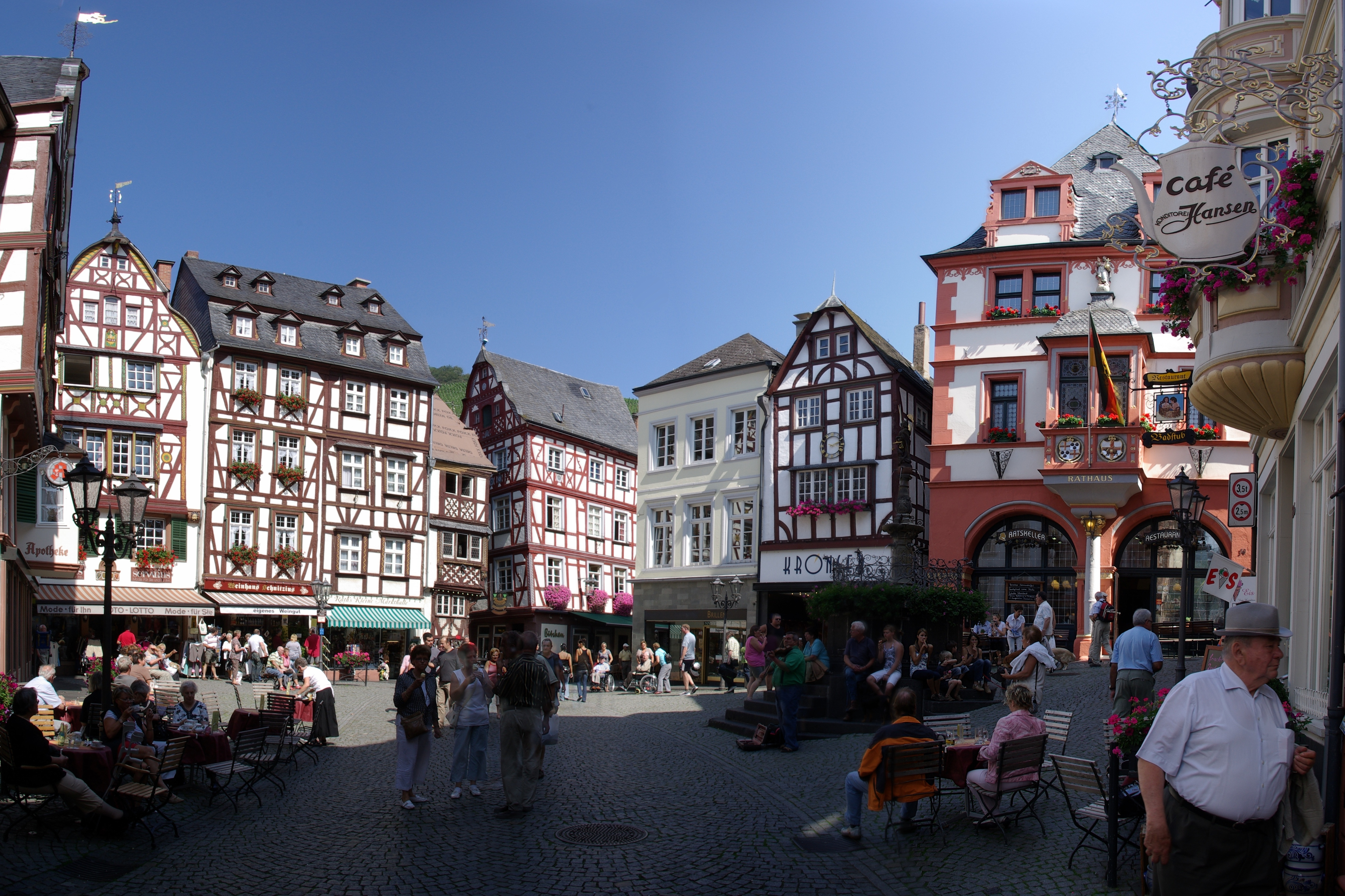
Stary rynek
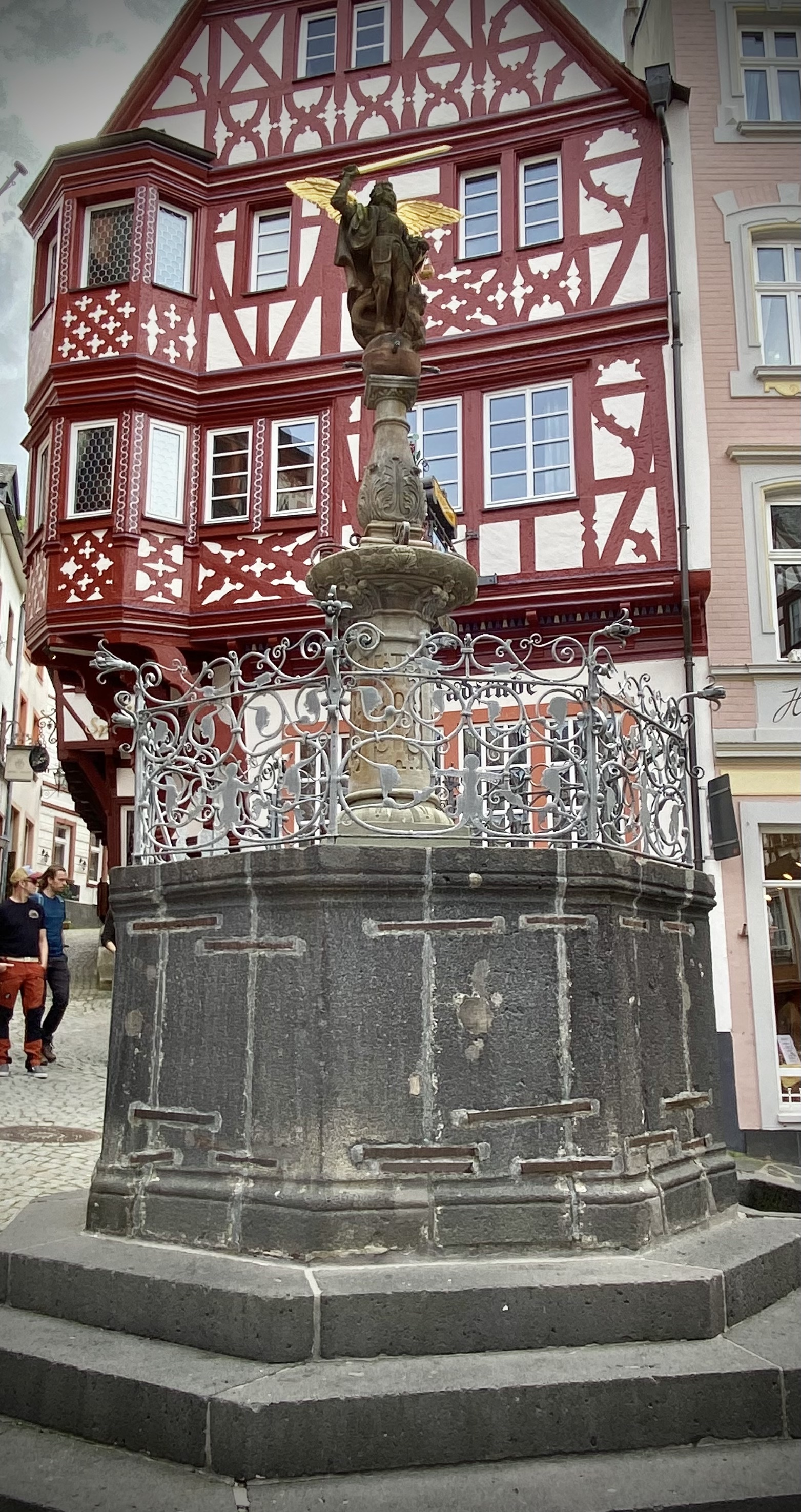
Fontanna św. Michała w Rynku (1606)
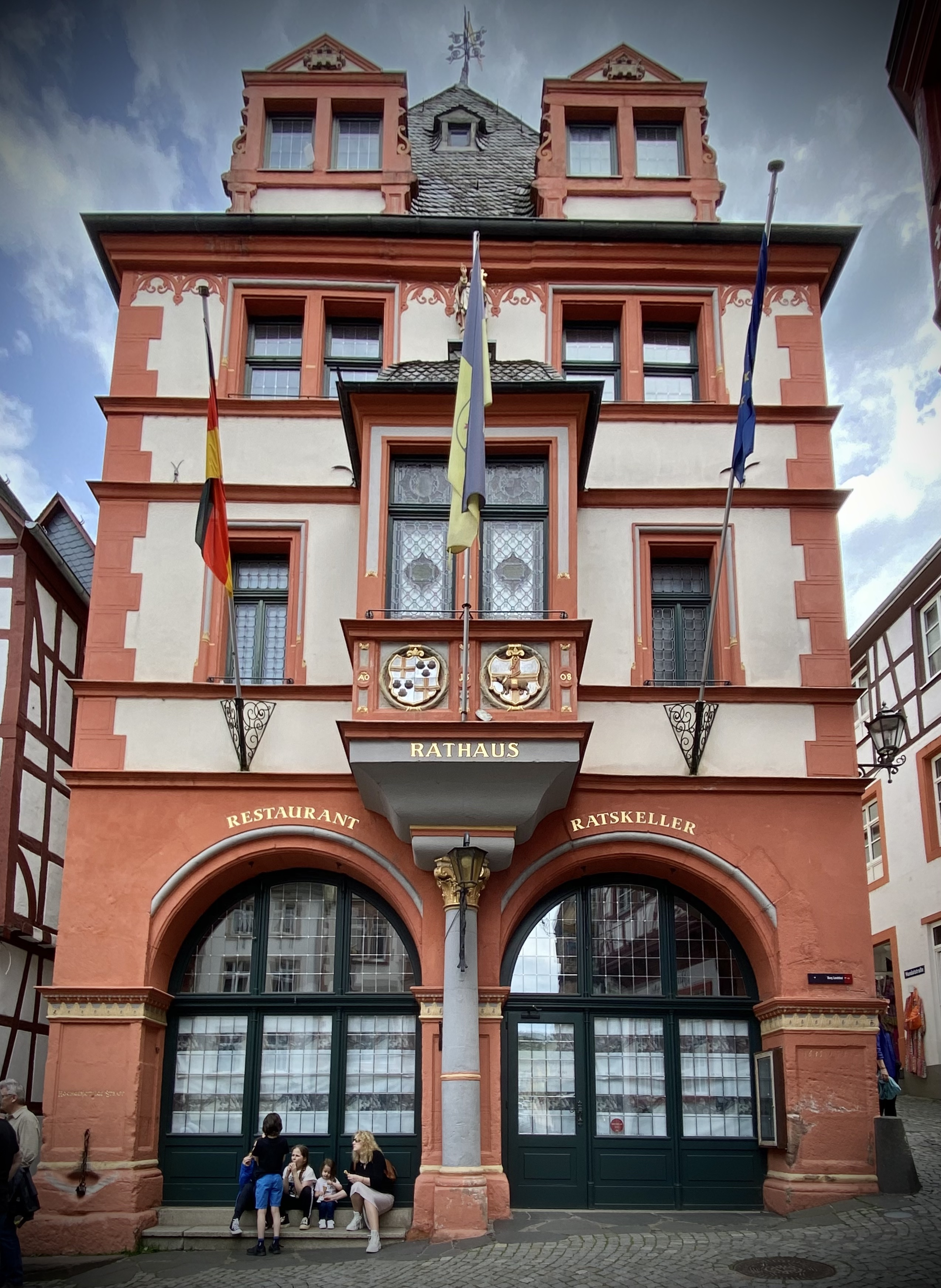
Ratusz z herbami bpa Metternicha i miasta
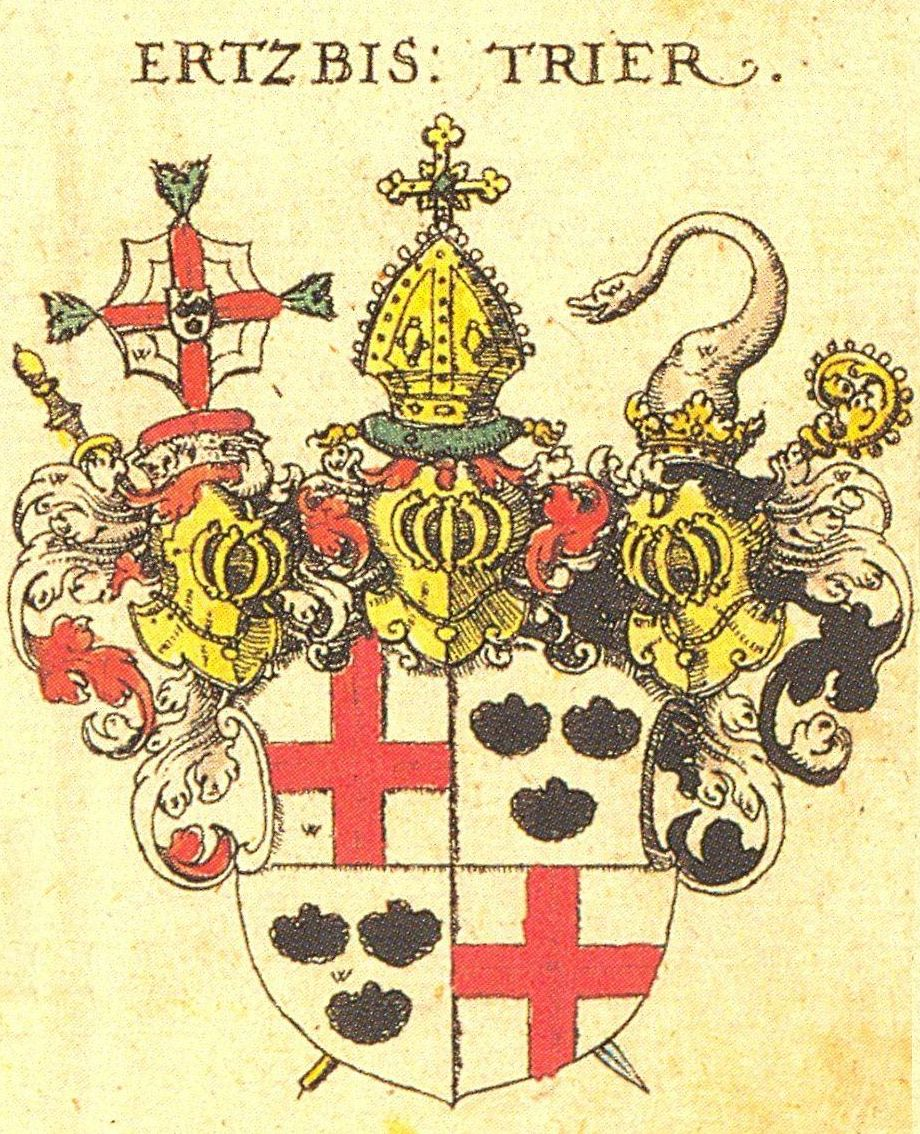
Herb Metternicha bpa Trewiru
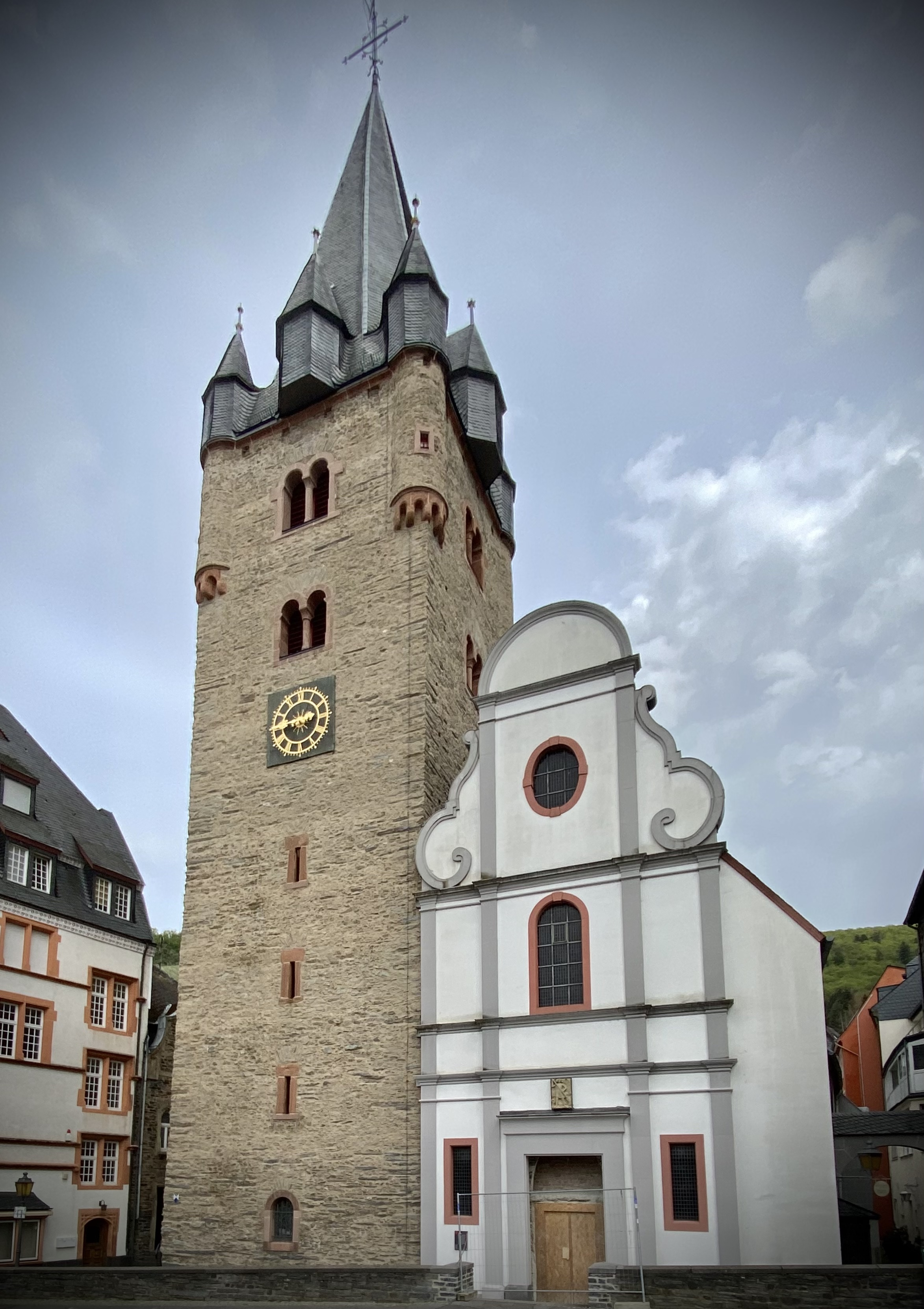
Kościół parafialny śś. Michała i Sebastiana
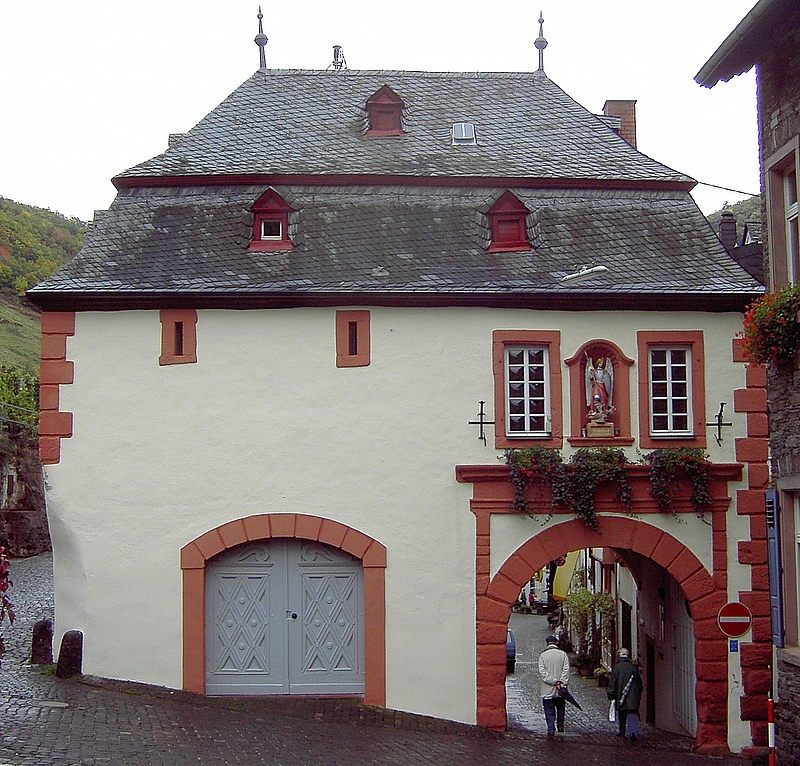
Brama Graacher

180° panorama Bernkastel z brzegu Mozeli w Kues (po prawej stronie widoczne ruiny zamku Landshut)

## Współpraca międzynarodowa
Miejscowości partnerskie:
- Karlowe Wary, Czechy
- Stadt Wehlen, Saksonia
- Otmuchów, Polska